# یوژنی پتن
یوژنی پتن (متولد ۵ اکتبر ۱۸۷۷–۳۰ ژانویه ۱۹۶۲) همسر فرمانده نظامی فرانسوی و رهبر سیاسی فیلیپ پتن بود که بین سال‌های ۱۹۴۰ تا ۱۹۴۴ بر فرانسه ویشی حکومت کرد.
پتن شوهر دوم او بود. او قبلاً با فرانسوا دو هرن، دکتری که بعداً هنرمند شد، ازدواج کرده بود. تحت فشار خانواده‌اش، او ابتدا پیشنهاد ازدواج پتن را رد کرده بود و در عوض با دو هرین ازدواج کرد، اما این ازدواج در سال ۱۹۱۴ به طلاق انجامید پسرش از ازدواج اولش، پیر دو هرن، کارگردان سینما شد.